# Monumento de Groeninge
El Monumento de Groeninge (en neerlandés: Groeningemonument) es un monumento en la ciudad de Kortrijk en Bélgica. La estatua dorada fue inaugurada para conmemorar el 600 aniversario de la Batalla de las Espuelas de Oro. La estatua se encuentra en el Groeningepark, donde en la Edad Media se encontraba el campo de batalla Groeninge. En este parque también se puede encontrar el Groeningegate, un arco de triunfo, que da acceso al parque.
El monumento fue diseñado por el escultor Godfried Devreese. Estaba previsto que se inaugurará en 1902, pero no estuvo listo hasta 1906. La estatua dorada representa a la Virgen de Flandes, que señala con una mano hacia la "derrotada" Francia, mientras sostiene con la otra el León de Flandes.